# Aruba na letních olympijských hrách
Aruba na letních olympijských hrách startovala celkem 10krát, poprvé na olympijských hrách v Soulu v roce 1988 a od té doby vyslala své sportovce na všechny následující letní olympijské hry. Za účast arubských sportovců je zodpovědný Olympijský výbor Aruby, založený v roce 1985.
Toto je přehled historických milníků, účastí, medailového zisku a vlajkonošů na dané sportovní události.

## Historie

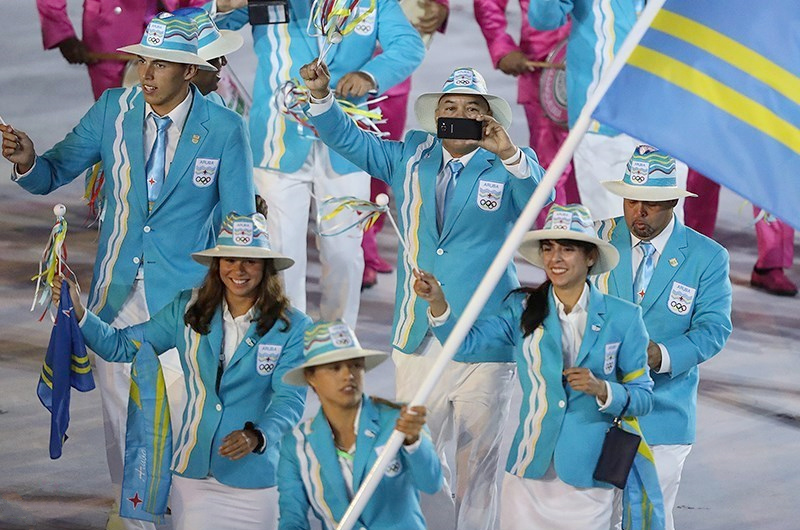
Země na olympijských hrách v roce 2016

Mezi lety 1952 až 1984 soutěžili arubští sportovci pod olympijským týmem Nizozemských Antil, kterých byli součástí. Tato situace se změnila, když se Aruba v roce 1986 stala samostatným územím v rámci Nizozemského království. Samotný arubský olympijský výbor byl založen v roce 1985 a oficiálně uznán o rok později.

### Jednotlivé účasti
Aruba na letních olympijských hrách debutovala v roce 1988 v Soulu. Osm členů ostrovní výpravy soutěžilo v atletice, boxu, šermu, judu a plavání (synchronizovaném). Prvním arubským olympionikem se stal boxer Hubert Wester, který se 19. září 1988 zúčastnil soutěže v lehkém welterweightu. První ženou soutěžící za tento ostrovní národ byla Cornelia Melis, která se 23. září 1988 zúčastnila maratonu, kde skončila s časem 2:54:37 na 56. místě.
Na Letních olympijských hrách v Barceloně v roce 1992 se sportovci poprvé zúčastnili v cyklistice a jachtingu, na hrách v Atlantě v roce 1996 ve vzpírání, a na hrách v Rio de Janeiru v roce 2016 v taekwondu. Nejvíce zástupců země vysílá v plavání a atletice. Sportovci ovšem stále ani po Letních olympijských hrách v roce 2024 nezískali žádnou olympijskou medaili.

## Zastoupení v MOV
Země má jednoho člena v Mezinárodním olympijském výboru. Je jím bývalá synchronizovaná plavkyně Nicole Hoevertszová, která na Letních olympijských hrách v Los Angeles v roce 1984 soutěžila za Nizozemské Antily a která se v roce 1998 stala generální tajemnicí arubského národního olympijského výboru. Členkou Mezinárodního olympijského výboru (MOV) se stala v roce 2006. Nicole je součástí různých komisí, pracovala např. v Komisi pro ženský sport (2003 až 2015), v Komisi pro mezinárodní vztahy (2009 až 2015), v Komisi pro jurisdikci (2014 až 2015), nebo v Komisi pro sport a právo (2014 až 2015). Od roku 2015 je členkou v komisích pro auditorskou kontrolu, olympijskou solidaritu a právní záležitosti.

## Účast na Letních olympijských hrách
| Dějiště LOH            | LOH      | Vlajkonoš                            | Účastníci | Zlatá medaile | Stříbrná medaile | Bronzová medaile | Celkem |
| ---------------------- | -------- | ------------------------------------ | --------- | ------------- | ---------------- | ---------------- | ------ |
| 1988 Soul              | LOH 1988 | Bito Maduro                          | 8         |               |                  |                  | 0      |
| 1992 Barcelona         | LOH 1992 | Lucien Dirksz                        | 5         |               |                  |                  | 0      |
| 1996 Atlanta           | LOH 1996 | Junior Faro                          | 3         |               |                  |                  | 0      |
| 2000 Sydney            | LOH 2000 | Richard Rodriguez                    | 4         |               |                  |                  | 0      |
| 2004 Athény            | LOH 2004 | Roshendra Vrolijk                    | 4         |               |                  |                  | 0      |
| 2008 Peking            | LOH 2008 | Fiderd Vis                           | 2         |               |                  |                  | 0      |
| 2012 Londýn            | LOH 2012 | Jemal Le Grand                       | 4         |               |                  |                  | 0      |
| 2016 Rio de Janeiro    | LOH 2016 | Nicole van der Velden                | 7         |               |                  |                  | 0      |
| 2020 Tokio             | LOH 2020 | Allyson Ponsonová a Mikel Schreuders | 3         |               |                  |                  | 0      |
| 2024 Paříž             | LOH 2024 | Chloë Farrová a Mikel Schreuders     | 6         |               |                  |                  | 0      |
| Celkem                 | 10       |                                      |           | 0             | 0                | 0                | 0      |
| Zdroj na Olympedia.org |          |                                      |           |               |                  |                  |        |